# István Pásztor
István Pásztor, serb. Ištvan Pastor, cyr. Иштван Пастор (ur. 20 sierpnia 1956 w Novim Kneževacu, zm. 30 października 2023) – serbski prawnik i polityk narodowości węgierskiej, działacz mniejszości węgierskiej, wiceprzewodniczący rady wykonawczej Wojwodiny oraz przewodniczący regionalnego parlamentu.

## Życiorys
Ukończył studia prawnicze na Uniwersytecie w Nowym Sadzie, następnie pracował w spółce Sigma w Suboticy. Był dyrektorem instytutu na wydziale ekonomii macierzystej uczelni. Od 1995 prowadził własną działalność gospodarczą.
W 1994 był wśród założycieli Związku Węgrów Wojwodiny, przekształconego rok później w partię polityczną. W 2007 został przewodniczącym tego ugrupowania, zastępując Józsefa Kaszę. Ugrupowanie tym kierował do czasu swojej śmierci w 2023. Stał także na czele regionalnej Koalicji Węgierskiej. Dwukrotnie (2008, 2012) bez powodzenia kandydował w wyborach na urząd prezydenta Serbii.
Od 1996 do 2000 sprawował mandat posła do parlamentu Jugosławii, był też deputowanym do parlamentu regionalnego Wojwodiny. Od 2000 do 2004 był wiceprzewodniczącym rady wykonawczej Prowincji Autonomicznej Wojwodina, a także sekretarzem ds. prywatyzacji, przedsiębiorczości oraz małego i średniego biznesu. Stanowisko sekretarza zachował również w kadencji 2004–2008. W 2008 ponownie objął urząd wiceprzewodniczącego rady wykonawczej, został też sekretarze ds. gospodarki. W 2012 został przewodniczącym Zgromadzenia Wojwodiny, ponownie wybierany na tę funkcję w 2016 i 2020. Sprawował ją do czasu swojej śmierci w 2023.
Był ojcem polityka Bálinta Pásztora.